# Obchodní věstník
Obchodní věstník je v České republice i ve Slovenské republice speciální veřejný registr (informační systém veřejné správy), jehož prostřednictvím jsou některé subjekty povinny podle zákona zveřejňovat stanovené informace o sobě a své činnosti. Obchodní věstník zveřejňuje též některé údaje z obchodního rejstříku, například oznámení o zápisech změn a o uložení listin v obchodním rejstříku, a duplikuje také některé informace o veřejných zakázkách a dražbách, které jsou povinně zveřejňovány na Centrální adrese. Povinnost zveřejnit údaje, uložená některými právními předpisy (např. občanským zákoníkem nebo zákonem o obchodních korporacích), je obvykle splněna zveřejněním těchto údajů v Obchodním věstníku.

## Historie
Obchodní věstník vznikl v roce 1992 na základě nařízení vlády ČSFR č. 63/1992 Sb., k jehož vydání vládu zmocňoval § 770 obchodního zákoníku č. 513/1991 Sb. Toto nařízení určilo, že věstník vydává Federální úřad pro hospodářskou soutěž prostřednictvím vydavatelství. Nařízení vstoupilo v účinnost dnem vyhlášení, 20. února 1992. Po zániku federace[kdy?][zdroj?] přešla tato povinnost v České republice pravděpodobně na ministerstvo spravedlnosti. Podle nařízení vlády ČR č. 503/2000 Sb., účinného od 1. ledna 2001, zabezpečuje vydávání ministerstvo spravedlnosti prostřednictvím nakladatelství. Žádný ze zákonů nespecifikoval, o jaké vydavatelství nebo nakladatelství by se mělo jednat.
Obchodní věstník vydává od počátku nakladatelství Economia se sídlem v Praze-Holešovicích, které vydává například Hospodářské noviny. Podle dostupných zdrojů byla smlouva uzavřena bez vypsání veřejné soutěže a postrádá vypovídací ustanovení.
Původně od roku 1992 vycházel Obchodní věstník jen v tištěné verzi, elektronickou verzi nabízel vydavatel od roku 1994 v rámci vlastní podnikatelské činnosti za úplatu. Archiv vydání od roku 1992 je dostupný na webu vydavatele, Economia a. s., dosud jen jako placená služba, a to i se sofistikovanými možnostmi vyhledávání a filtrování, zdarma jsou dostupná jen nejnovější vydání (posledních 26 čísel). Roční jednouživatelská licence v roce 2004 stála 4000 Kč, pro předplatitele Hospodářských novin 3000 Kč.
Nařízení 503/2000 Sb. bylo novelizováno nařízením č. 408/2003 Sb. Podle něj vydávání Obchodního věstníku zajišťuje od počátku roku 2004 Ministerstvo informatiky ČR v elektronické podobě prostřednictvím Portálu veřejné správy. Tato služba poskytuje trvale všechna vydání od roku 2004 zdarma s jednoduchými možnostmi vyhledávání. V tištěné podobě byl Obchodní věstník na základě ustanovení této novely vydáván až do konce roku 2005. Od 7. června 2007 přešlo na základě novelizačního nařízení vlády č. 127/2007 Sb. vydávání obchodního věstníku z rušeného ministerstva informatiky na ministerstvo vnitra. Ačkoliv nařízení vlády stanoví, že údaje ke zveřejnění se mají dodávat provozovateli Portálu veřejné správy, na stránkách tohoto portálu je uvedeno sdělení, že požadavky na publikaci se mají zasílat na adresu vydavatelství Economia a. s. Tištěnou verzi vydávala Economia a. s. až do roku 2005 na základě původní smlouvy z doby kolem roku 1990, která byla nevypověditelná. Při trestním řízení ministr Vladimír Mlynář zdůvodňoval tuto fatální chybu smlouvy tím, že je „poplatná době roku 1990“. Na publikování elektronické verze na Portálu veřejné správy uzavřelo Ministerstvo informatiky novou smlouvu s vydavatelstvím Economia, přičemž toto nakladatelství není za tuto činnost ministerstvem placeno, ale naopak platí (původně 20 milionů ročně) za to, že je mu toto právo postoupeno a umožněno tuto službu spojit s reklamou na vlastní placené služby. Tuto smlouvu ministerstvo neuzavřelo vlastním jménem, ale prostřednictvím kontroverzní firmy Testcom Servis s. r. o. zřízené příspěvkovou organizací TestCom, jejíž zřízení za účelem provozování Portálu veřejné správy způsobilo trestní stíhání ministra Mlynáře, a pověření této společnosti podepsal ministr Mlynář v době, kdy mu již byl doručen vytýkací dopis ministra financí Sobotky týkající se problematičnosti společnosti Testcom Servis. Během soudního řízení ministr Mlynář také vypověděl, že Economia a. s. je držitelem obchodní značky Obchodní věstník, a proto stát nemá ani do budoucna jinou možnost, než spolupracovat s nakladatelstvím Economia.
Na Slovensku vydávání obchodního věstníku upravilo nařízení vlády SR č. 100/1993 Z. z., účinná od 30. března 2003, později novelizované nařízením č. 50/1998 Z. z., a poté novým nařízením vlády č. 42/2004 Z. z., účinným od 1. února 2004. Redakci obchodního věstníku zajišťuje od 30. března 1993 ministerstvo spravedlnosti SR prostřednictvím vydavatele.

## Obsah
Rozsah údajů povinně zveřejňovaných v Obchodním věstníku stanoví různé zákony, například zákon o obchodních korporacích, zákon o konkursu a vyrovnání, zákon o bankách, zákon o účetnictví, občanský soudní řád, zákon o silniční dopravě, zákon o zadávání veřejných zakázek atd. V Obchodním věstníku je rovněž možno zveřejňovat ty informace, které ze zákona mají být zveřejněny, avšak zákon nestanoví způsob zveřejnění, a rozsudky soudů a oznámení a rozhodnutí orgánů státní správy v obchodních věcech, pokud orgán, který je vydal, rozhodne o tomto způsobu zveřejnění. Cenu za zveřejnění hradí v případě zveřejnění povinného ze zákona ten, koho se údaj týká, v ostatních případech ten, kdo o zveřejnění požádal nebo o něm rozhodl nebo ten, komu byla povinnost uhradit náklady uložena. Povinně zveřejňované údaje oznamují příslušné subjekty přímo vydavatelství, zveřejnění ostatních informací nejprve ověřuje úřad.